# Plaça del Bisbe Benlloch (Guissona)
La Plaça del Bisbe Benlloch és una obra de Guissona (Segarra) inclosa a l'Inventari del Patrimoni Arquitectònic de Catalunya.

## Descripció
Plaça situada al vell mig de Guissona. En aquesta plaça rectangular hi conflueixen tres carrers: C/ Bisbal, C/ Raval Traspalau i C/ Carral. Aquesta és una plaça relativament jove, construïda a principis del segle xx, en la qual trobem la Casa de la Vila, l'edifici del Centre Catòlic i edificis de poca alçada amb una fisonomia semblant que pertanyien a famílies benestants de la vila. És un espai molt viu, on s'ha integrat mobiliari urbà com per exemple bancs, jardineres i fonts.
En el dia d'avui continua celebrant-s'hi el mercat setmanal de la vila.

## Història
Originàriament aquest espai era una zona de corrals i horts on els bisbes de la Seu d'Urgell, entorn al segle xvii, van fer construir un Palau Episcopal. Amb la Desamortització de Mendizábal, l'any 1835, el palau va quedar abandonat i no va ser fins al 1912 que el bisbe Benlloch va fer donació d'aquest espai: una part la va cedir a l'Ajuntament de la vila, una segona part al Centre Catòlic i l'última va quedar en mans del bisbat, però pocs anys després la va vendre per un preu mòdic al Centre Catòlic. En un primer moment es va anomenar placeta "de palacio", però després va prendre el nom del bisbe Benlloch en agraïment a la donació que aquest havia fet.